# Зільке Пілен
Зільке Пілен (нім. Silke Pielen, 29 серпня 1955) — німецька плавчиня.
Бронзова медалістка Олімпійських Ігор 1972 року в естафеті 4x100 метрів комплексом.